# Gewog di Doteng
Il gewog di Doteng è uno dei dieci raggruppamenti di villaggi del distretto di Paro, nella regione Occidentale, in Bhutan.